# 茶餐庁
茶餐庁（ちゃさんちょう、チャーチャーンテーン、中国語: 茶餐廳; 粤拼: cha4chaan1teng1)は、香港、マカオ、広東省の都市で一般的な、喫茶、軽食を兼ねた飲食店である。

## 概要
「茶餐廳」の「廳」は、「庁」の繁体字（正体字）である。香港発祥の様式で、洋食も中華料理（広東料理）も扱い、早朝から深夜まで営業する店も多い。近隣住民や学生が朝食や夜食を食べたり、ビジネスマンが昼食を食べたり、冷たいものを飲んで休憩したりと、香港人の日常生活には欠くことのできない存在となっている。香港人を対象にした、最も香港らしい食文化はというアンケートで、茶餐庁は第一位となったことがある。
近年は上海や北京などの大都市や、各国の中華街にも香港スタイルの茶餐庁が出店している。また、日本でも、東京、大阪、名古屋、神戸などに、広東料理と喫茶メニューなどを出す類似の様式の飲食店が存在する。

## 歴史

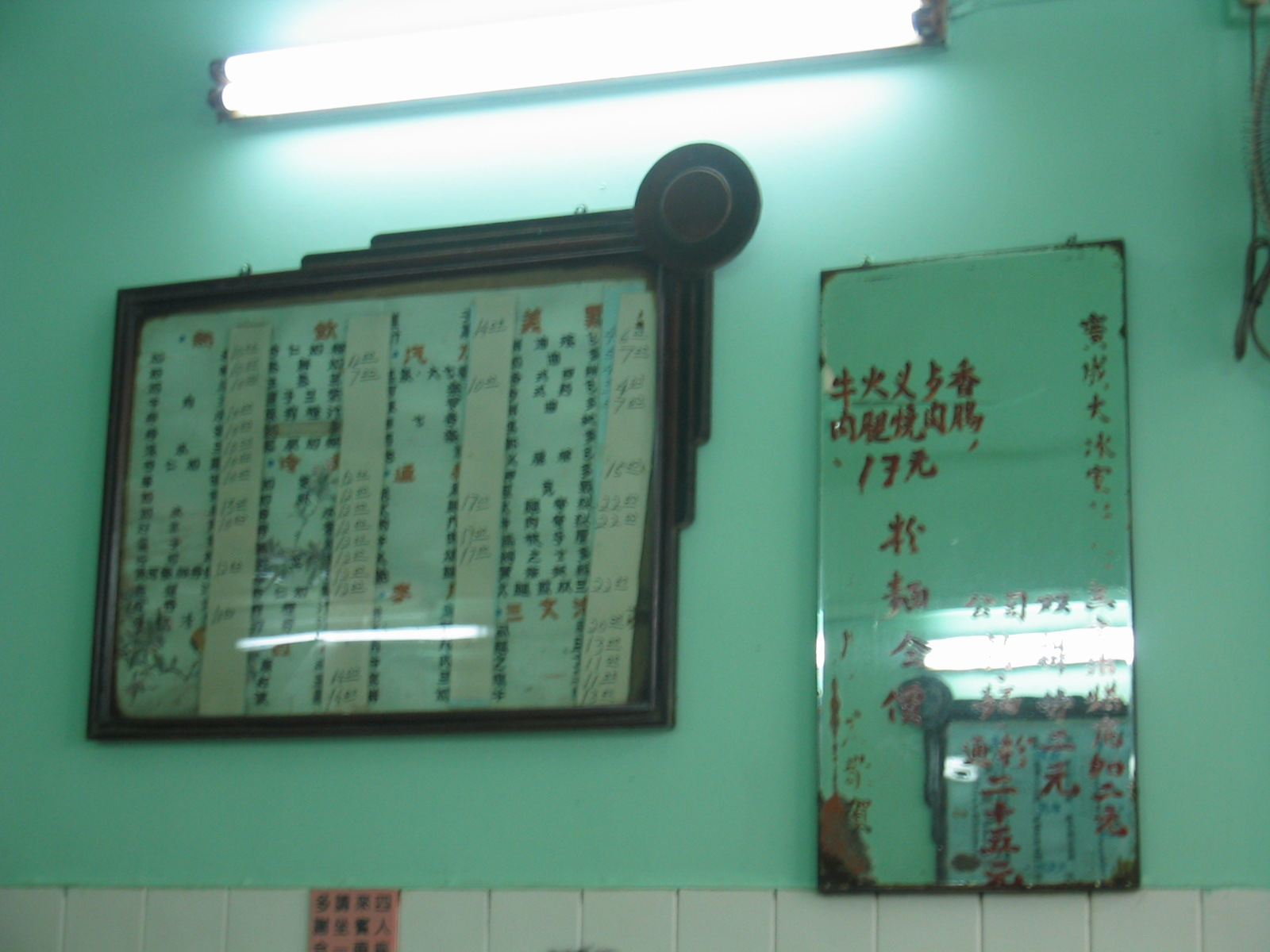
「冰室」と呼ばれるレトロな店の内装の例

20世紀前半、第二次世界大戦前の香港では住宅地の近くに半固定式の屋台である「大牌檔」（広東語：ダーイパーイトン、daai6paai4dong3）が多くあり、朝食の油条や中華まんなどを売っていた。1930年代には気候が暑い広州市で冷たい飲み物を提供する「冰室」(広東語：ベンサッ、bing1sat1）と呼ばれる喫茶店が出現し、数を増やすと共に、近隣の地域にも普及していった。
第二次世界大戦後、香港でも徐々に暮らしが落ち着くにつれて、冰室ができ、さらにそれまでは高級レストランでしか食べられなかった洋風の軽食も出すようになり流行した。当時は、冷たい飲み物やサンドイッチなどの簡単なメニューを用意することで客も満足し、利益も出せたが、競争の激化と多様な要望に応えてゆく内に、現在のような洋食メニューと中華メニューを取り揃えた豊富な内容で、長時間営業するスタイルの茶餐庁へと変化してきた。
一部の店には「冰室」時代の内装や屋号を今も残している店もある。一方で不夜城ともいわれる香港のライフスタイルに合わせて24時間営業にし、新しいメニューを広げている店もある。地価や家賃の高い香港では、回転率を上げた経営をしないと生き残れず、人件費をかけても長時間営業する方が利益に貢献できるという考えもある。しかし、多数のメニューをそろえるために、廃棄せざるを得ない材料も多く、近年、より効率的に営業ができるように点心専門店や洋菓子専門店に転業する例も見られる。
もともと甘味処、肉のロースト、麺類などの専門店が喫茶メニューやセットメニューを用意して、茶餐庁化している例も多いが、これらの茶餐庁と名乗っていない店では、手間のかかる洋食などは用意されていないことが多い。マカオの茶餐庁ではポルトガル料理やマカオ料理のメニューも取り入れている例が多い。
香港と中国本土の経済的つながりが強くなると、地域的にも深圳市など、香港に隣接する地域や広州市にも香港式の茶餐庁ができるようになり、現在では広東省内の大抵の都市にある。ただし、広東省などにある茶餐庁では、洋食メニューはわずかの場合が多い。広東省から離れた中国の都市では茶餐庁という店名を付けていても、単なる広東料理店である場合もある。

## 特徴

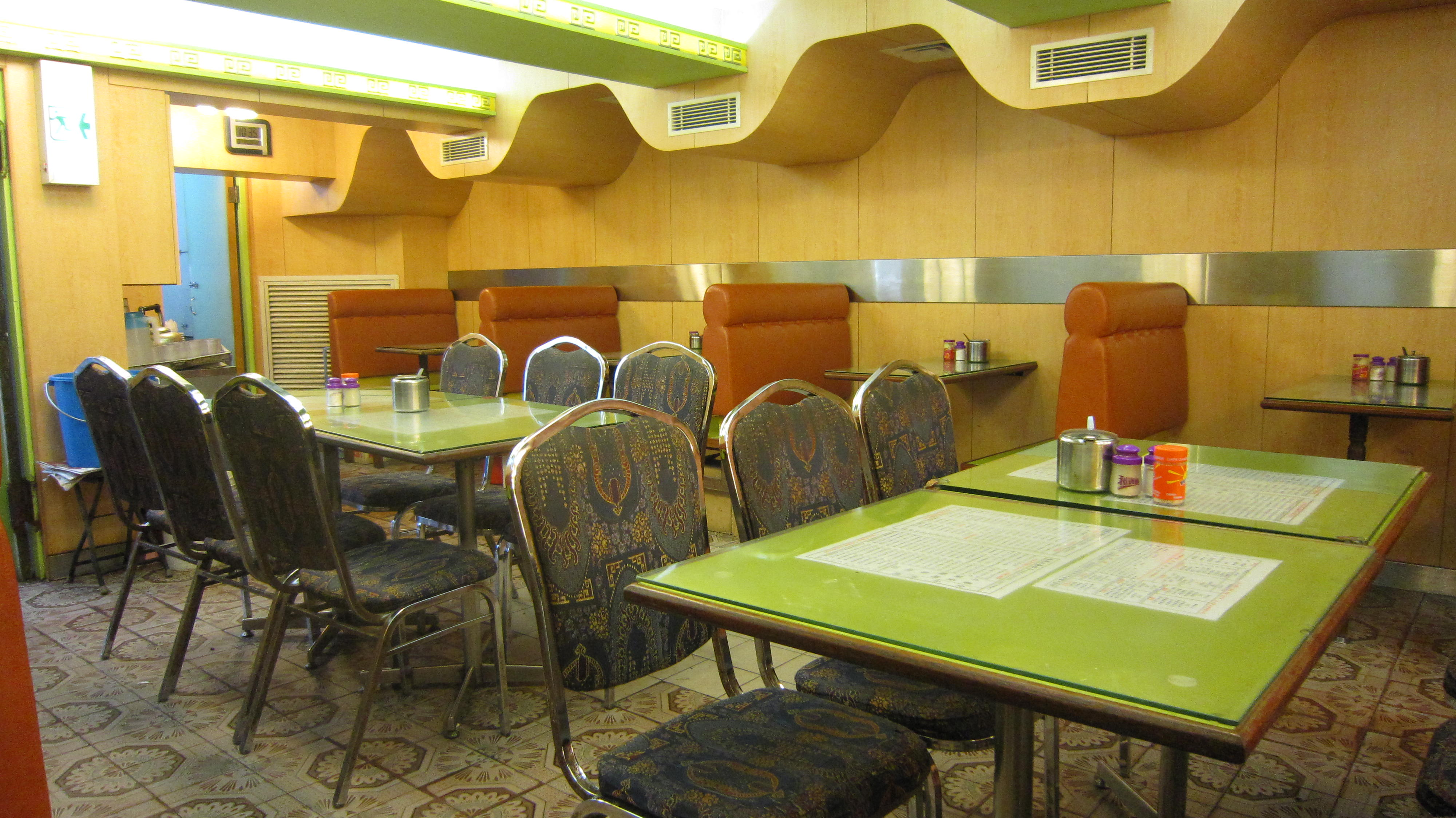
店内の一例

- 小さい店舗でも幅広いメニューを揃えており、食事目的の客も喫茶目的の客も受け入れる[1][2]。
- 安くて、早くて、味もそこそこという要望に応えられるが、高級感はない[3]。
- 朝から夜まで営業時間が長く、24時間営業の店もある[3]。
- 勝手に席を選んで座るが、混んでいると相席になる。2人で横並びに座るように言われることも多い[4]。背もたれで仕切られたボックスシートになっている店もある[4]。
- 前払いのファーストフード店と異なり、食後に出口のカウンターに行って支払う。香港の一般のレストランで求められるチップの支払いは不要。
- 一人でも食べやすいセットメニュー（定食）も用意されている。
- 時間帯によってメニューの一部が変わることが多い。
- 持ち帰り（テイクアウト）できるメニューも豊富に揃えている。
- ファストフード店のようなチェーン展開をする例（翠華餐廳、檀島咖啡餅店、新釗記などがある）は限られ、個人経営が基本である。他に、「大家楽（中国語版）」、「大快活」のような茶餐廳風ファーストフードレストランチェーンも存在する。
- 喫茶アイスの方がホットよりも2香港ドル程度高いものが多い。氷の追加も有料である[2]。
- 白粥を靚女、ホットコーヒーを汪阿姐と呼称するなど、独特な茶餐廳用語が多数存在する[5]。

## 茶餐庁の主なメニュー

### 麺類

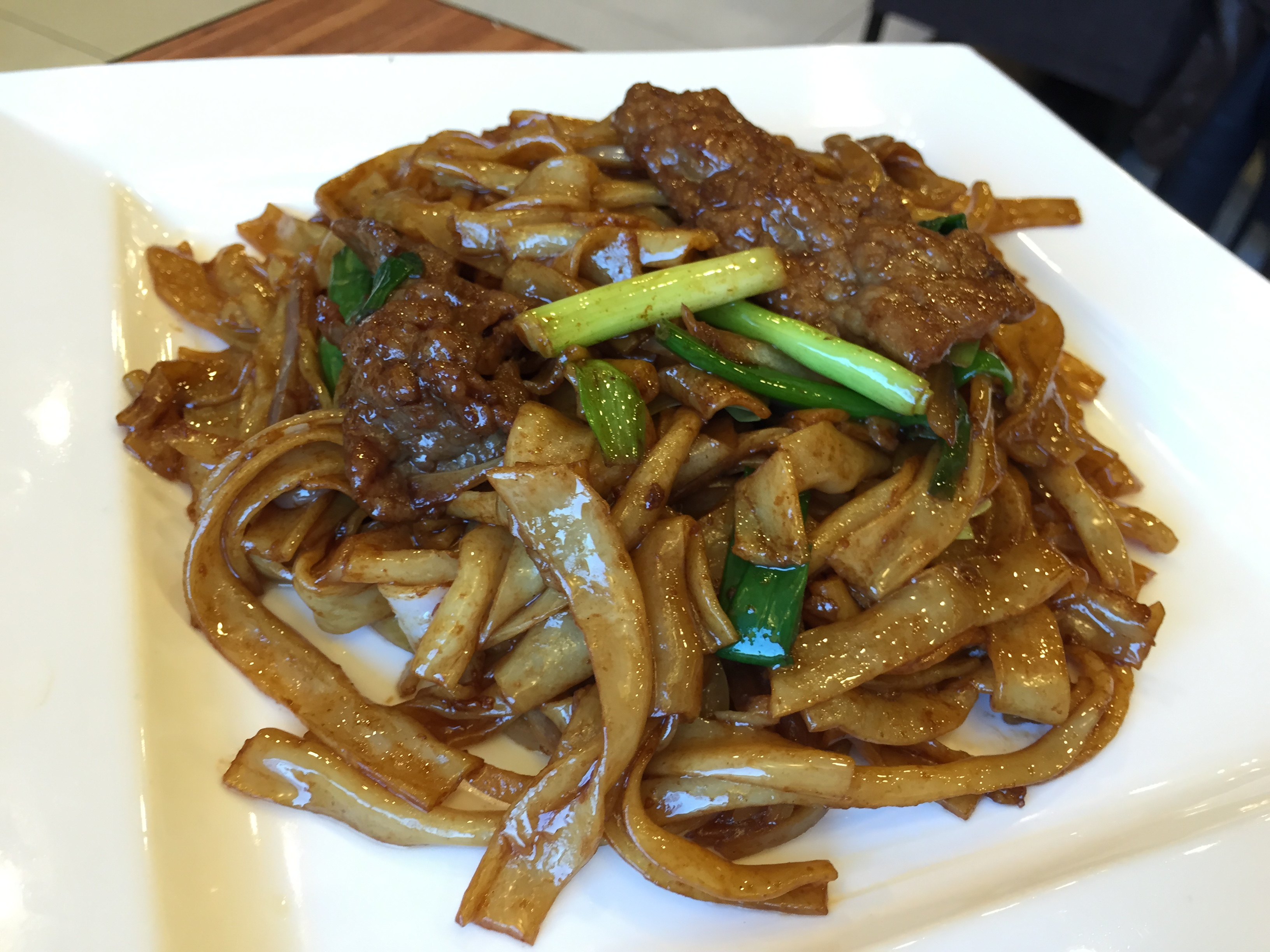
乾炒牛河

- 牛腩麵 - 牛肩ばら肉の切り身をのせた牛肉麺。
- 沙嗲牛肉麵 - サテ風味の牛肩ばら肉の切り身をのせた牛肉麺。
- 瀨粉（中国語版） - スープ入りライスヌードル。うどんのような太麺が一般的だが、きしめん状の河粉を選べる店もある。
- 即食麵、公仔麵（中国語版） - インスタントラーメン。調理済みで牛肉、スペアリブ、目玉焼き、野菜などを乗せる。出前一丁を指定すると追加料金がいる。
- 撈丁（中国語版） - 出前一丁の麺を、様々な具とあえた汁なし麺[6]。
- 炒米粉 - 焼きビーフン。
- 星洲炒米 - シンガポール風焼きビーフン。
- 炒意粉 - 中華風焼きスパゲティー。
- 乾炒牛河（中国語版） - きしめん状の河粉と牛肉を醤油で味付けした焼きそば。
- 肉絲炒麵（中国語版） - 豚肉ともやし炒めの乗った焼きそば。

### ご飯物

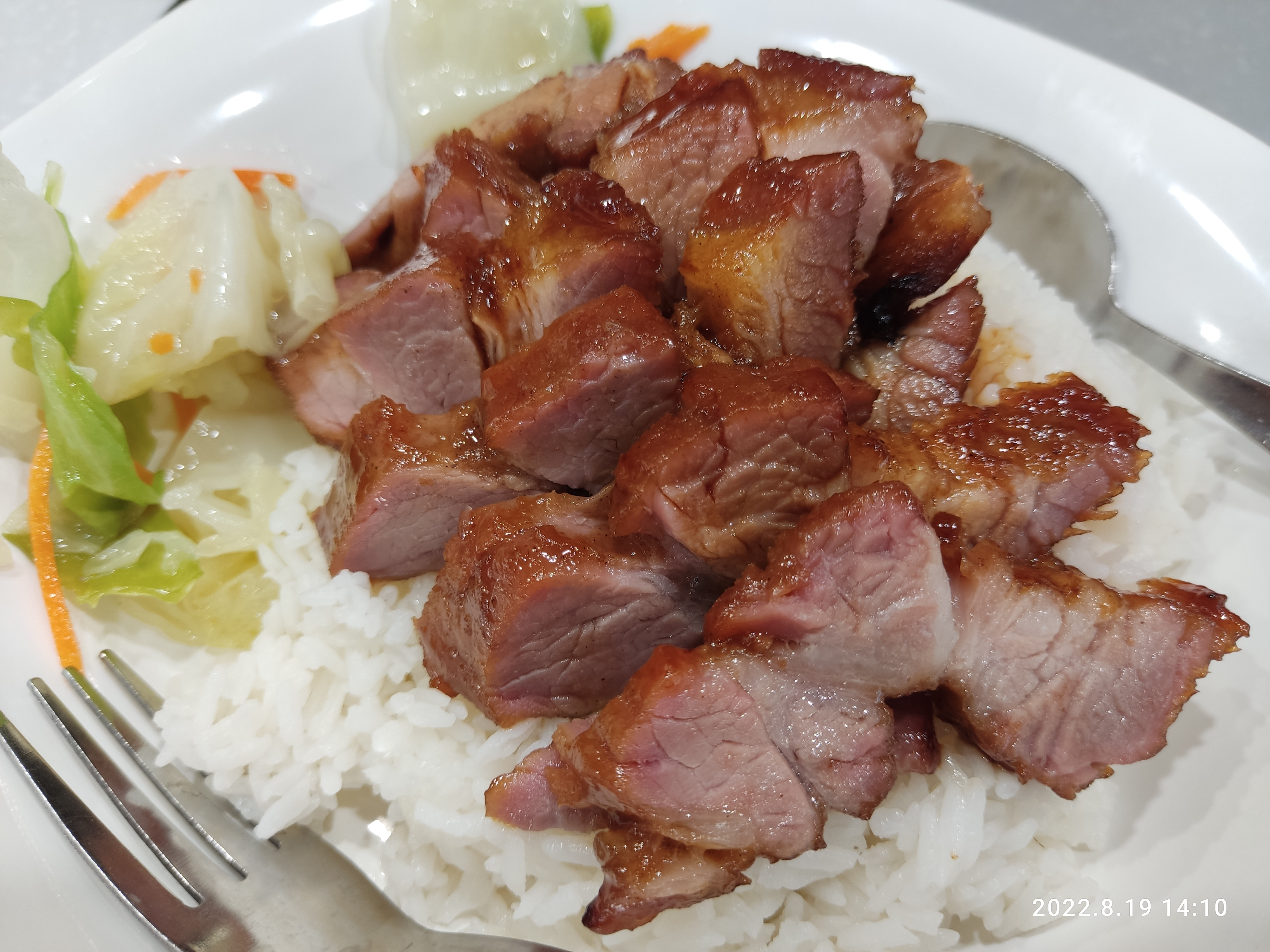
燒味飯

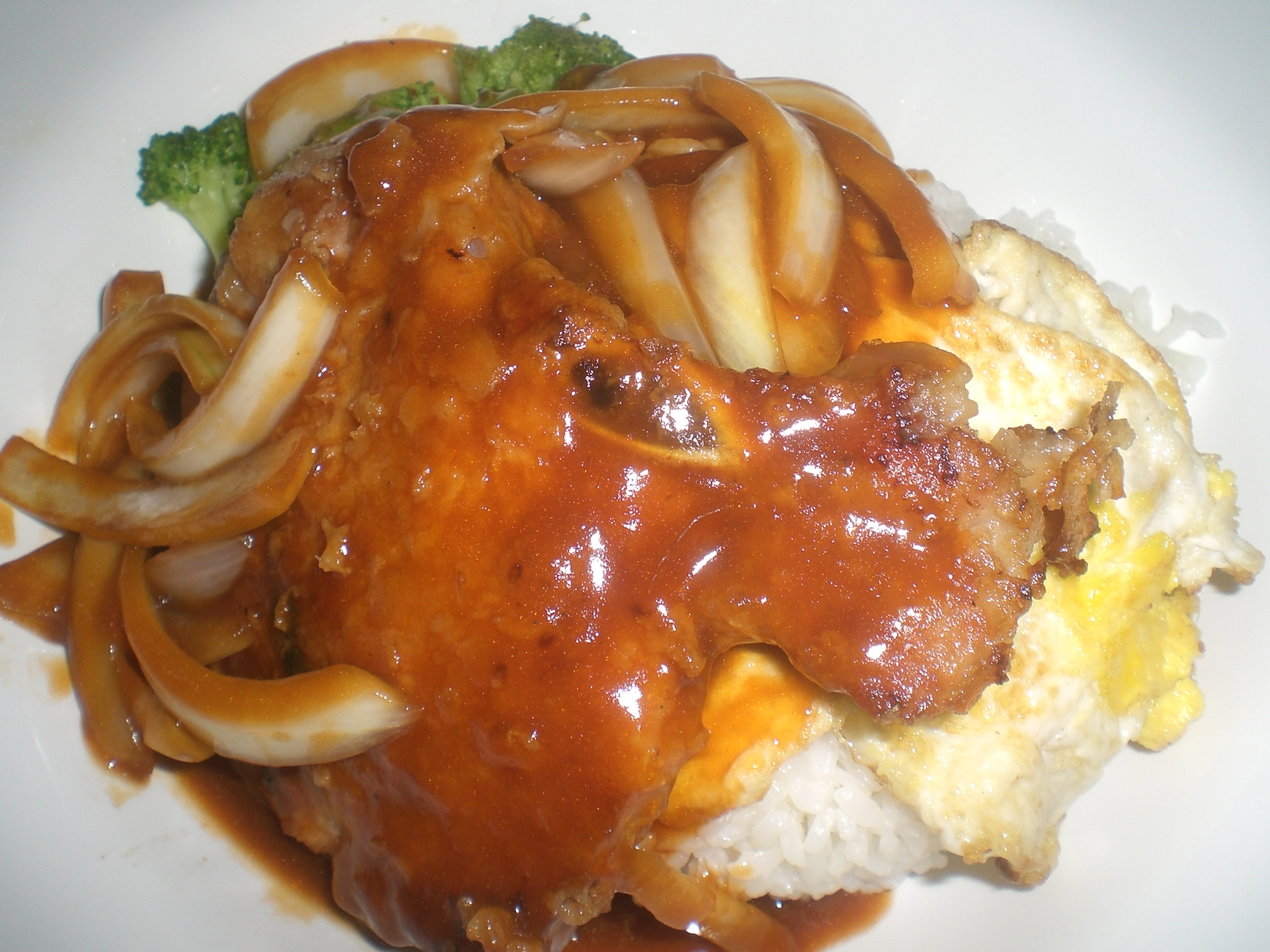
豬扒碟頭飯

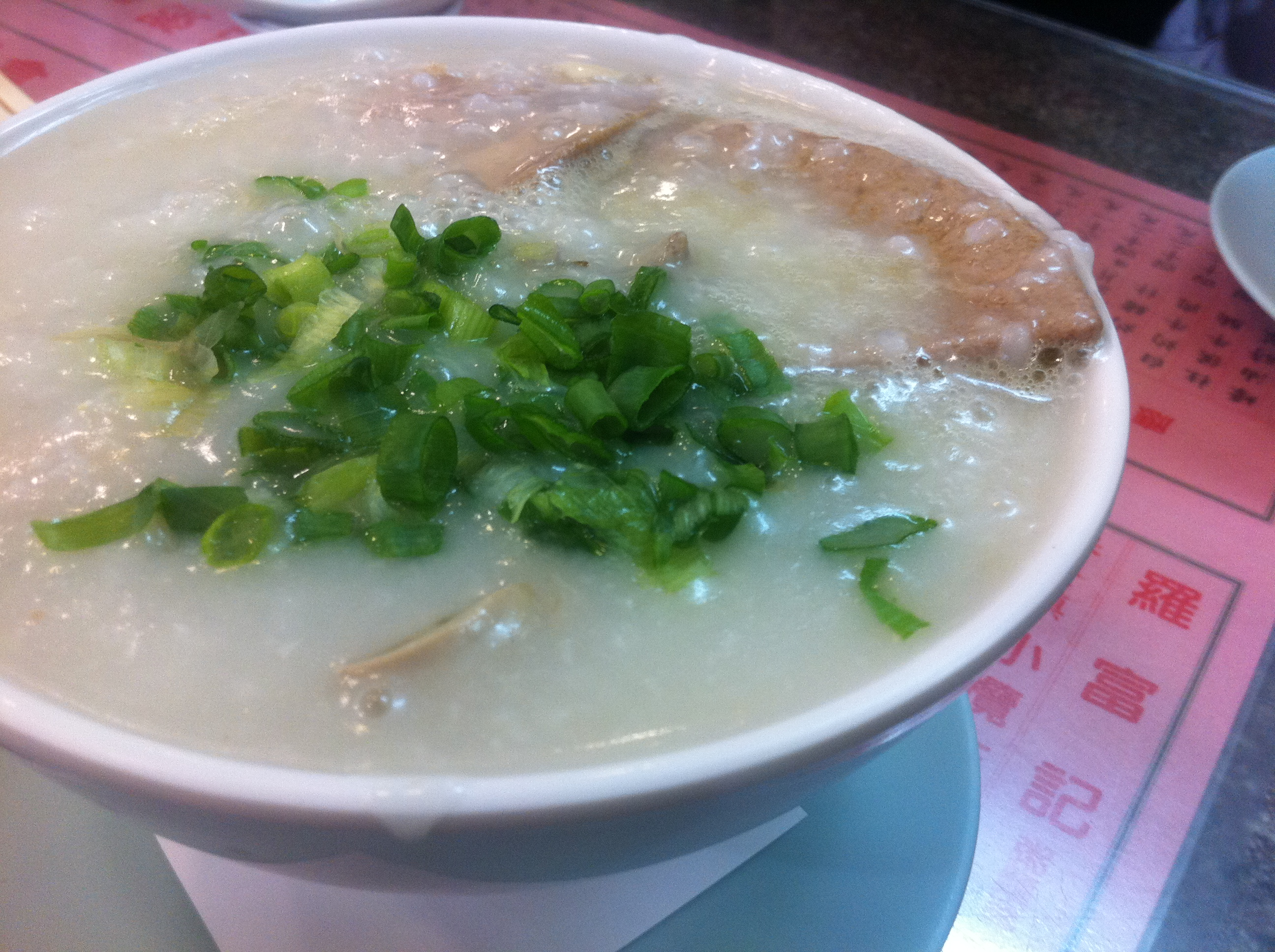
及第粥

- 燒味飯（シウメイファーン） -  チャーシュー、鶏の丸焼き（味付け無し、醤油味）、鴨やガチョウの丸焼きなどの焼き物乗せご飯。
  - 單拼飯（ターンペンファーン） - 具材が一種類のご飯。
  - 雙拼飯（ションペンファーン） - 具材が二種類のご飯。
  - 四寶飯（セイボウファーン） - チャーシュー、骨付き鶏肉、塩漬け卵など四種類の具材を乗せたご飯。
- 碟頭飯（ディブタウファーン） - 皿に盛り合わせたご飯物各種。大抵はご飯を炒飯にする(炒底チャウダイ)オプションも可能。
  - 餐蛋飯（ツァンダーンファーン） - ランチョンミートと卵焼き乗せご飯。
  - 滑蛋蝦仁飯（ワーッダーンハーヤンファーン） - 剥きエビの卵とじがけご飯。(中国にはない天津飯にやや似た料理、牛肉の卵とじ版も一般的。

- - 火腿蛋飯 （フォートイダーンファーン）- ハムと卵ご飯。
  - 海南雞飯 （ホイナムガイファーン）- 海南省風|チキンライス。
- 焗豬扒飯（ゴッジューパーファーン） - ベークドポークチョップライス。炒飯の上にポークチョップステーキやフライを載せチーズやトマトソースなどをかけて、オーブンでグリルしたもの。
- 煲仔飯（ボウジャイファーン） - 土鍋飯。
  - 鳳爪（中国語版）排骨飯（フォンジャーウパーイクァッファーン） - 鶏の足とスペアリブを乗せた土鍋飯。
  - 北菇雞飯（中国語版）（パックーカイファーン） - 椎茸と鶏肉の土鍋飯。
  - 臘腸（中国語版）飯（ラプチョンファーン） - 広東風ソーセージ乗せ土鍋飯。
  - 窩蛋牛肉飯（ウォーダーンアウヨッファーン） - 月見牛ミンチ乗せ土鍋飯。
- 炒飯
  - 揚州炒飯
  - 星洲炒飯
  - 鴛鴦炒飯
- 粥 - 日本の粥と異なり、米が溶けるほど煮て、具入りとすることが多い。
  - 皮蛋瘦肉粥（中国語版）（ペイダーンサウヨッジョッ） - ピータンと豚肉の粥。
  - 牛肉粥（アウヨッジョッ）
  - 魚片（中国語版）粥（ユーピーンジョッ）、魚生粥（ユーサーンジョッ） - 魚肉練り製品の入った粥。
  - 艇仔粥（中国語版）（テンチャイジョッ） - するめとピーナッツの粥。
  - 及第粥（カプタイジョッ） - 豚肉のモツが入った粥。
- 獅子頭（シージータウ） - 揚州風の巨大肉団子。

### 洋食
- 西式湯 - スープ。

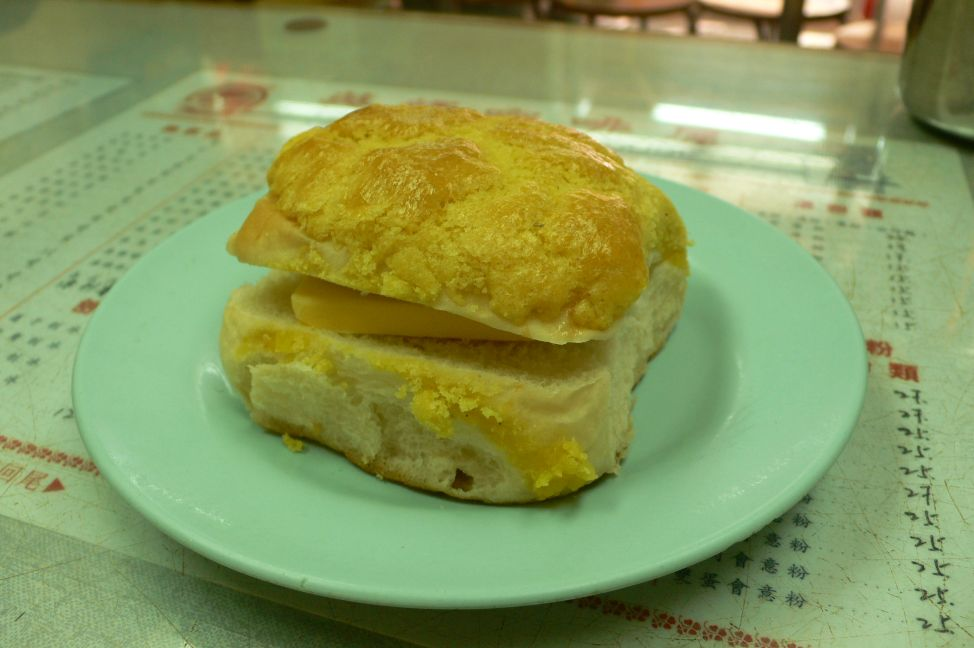
朝食の定番「菠蘿油」

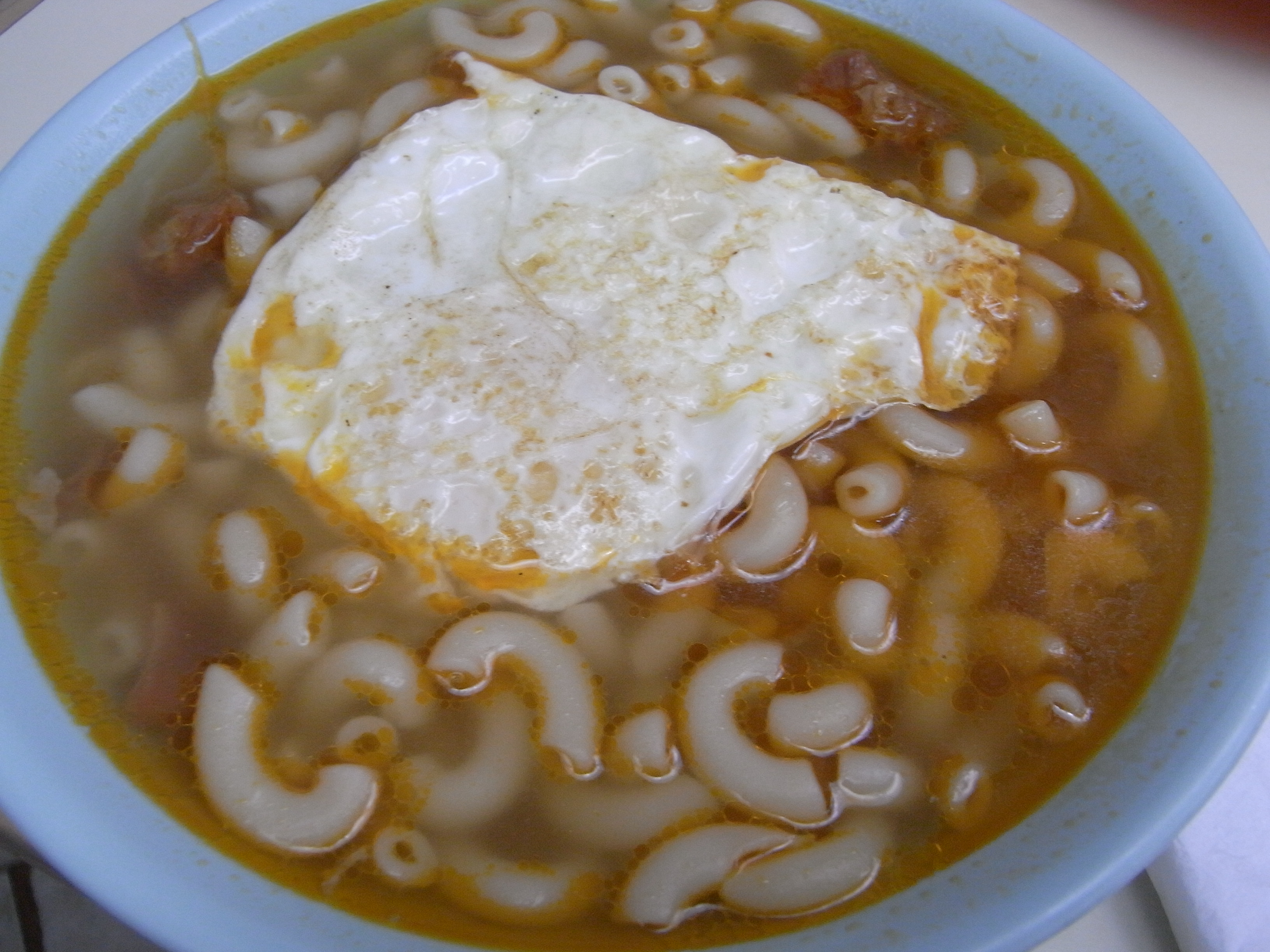
マカロニスープ

  - 羅宋湯 - トマト入りボルシチ風スープ。
  - 雜菜湯 - ミネストローネ。
  - 忌廉湯 - チャウダー（クリームスープ）。
  - 湯通粉 - マカロニスープ。香港の茶餐廳には必ずあり、定食にも入る人気メニュー。
- 三文治 - サンドイッチ。はさむ具だけでなく、耳を落とすか、トーストするかなども選べる。
- 多士 - トースト。
- 菠蘿包（ポーローパーウ） - メロンパンに似た形のパン。パイナップルパンとも呼ばれる。
- 菠蘿油（ポーローヤウ） - パイナップルパン（菠蘿包）を温めて、スライスした冷たいバターを挟んだ茶餐廳独特のパン。
- 豬扒包（中国語版） - ポークチョップバーガー。味付けした豚の骨付き肉をパンにはさんだもの。
- 雞尾包（中国語版） - ココナッツ風味の餡が入ったロールパン。
- 牛扒 - ビーフステーキ。
- 薯條 - フライドポテト。
- 奄列 - オムレツ。
- 西炒飯（サイチャーウファーン） - 野菜、ハム、卵入りケチャップライス。
- 火腿蛋 - ハムエッグ。
- 咖喱飯 - カレーライス。チキン、ビーフ、ポーク、フィッシュなど。
- 焗飯 - ドリア。トマト風味、ココナッツカレー風味など。

### デザート

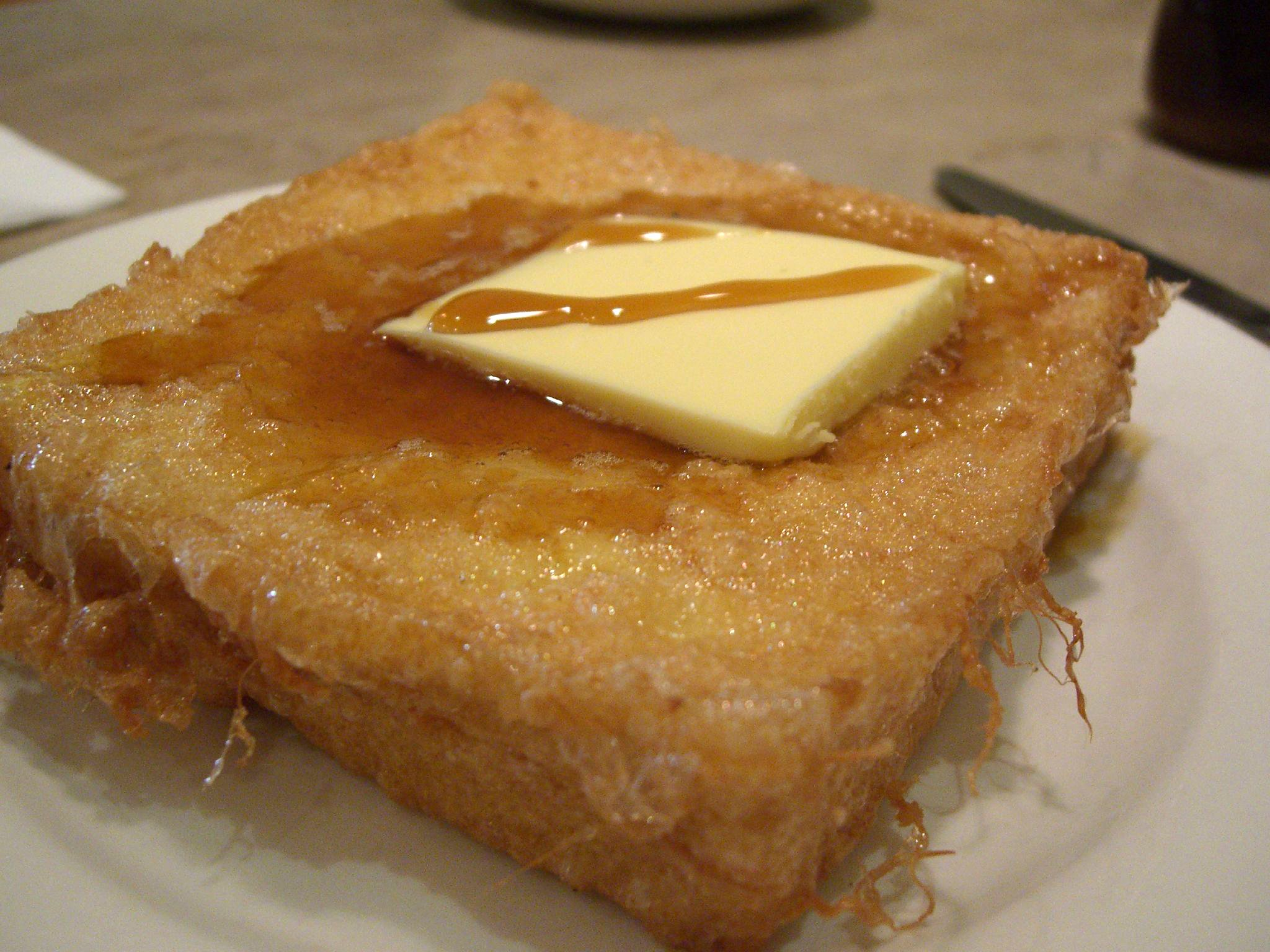
香港風フレンチトースト

- 西多士 - フレンチトースト。
- 蛋撻（ダーンターッ） - イギリス風エッグタルト。
- 葡撻（ポウターッ） - ポルトガル風エッグタルト。ポルトガル領であったマカオの菓子。
- 卷蛋 - ロールケーキ。
- 雙皮奶 - 二度蒸しした牛乳プリン。二度蒸ししないのは燉奶という。
- 薑汁撞奶 - 生姜牛乳プリン。
- 什果賓治 - フルーツポンチ。
- 砵仔糕 - プディングケーキの一種。
- 窩蛋（ウォーターン） - 卵のシロップ煮。

### 飲料

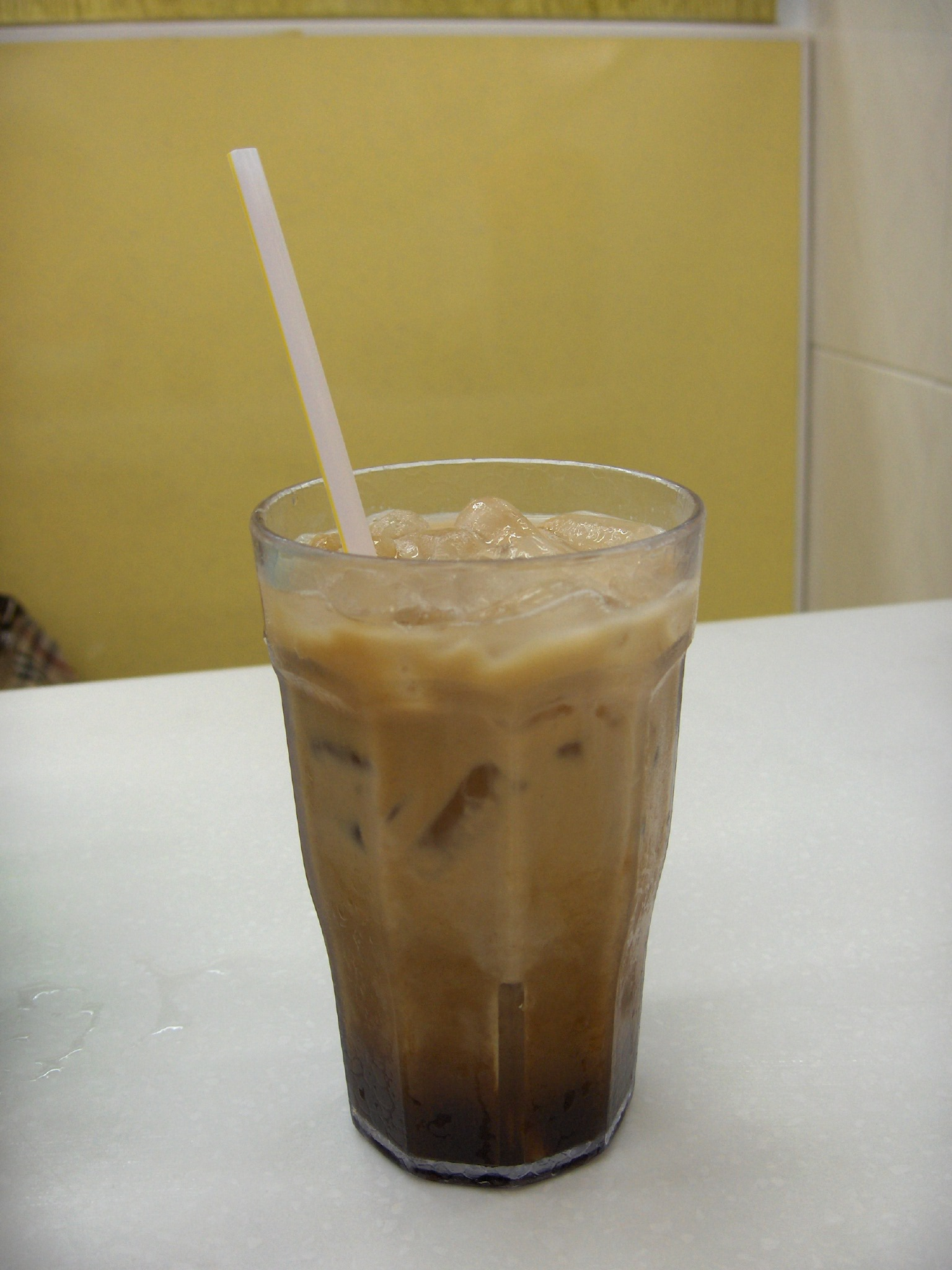
アイス鴛鴦茶

- 咖啡 - コーヒー。エバミルク入り、レモン入りもある。
- 紅茶
  - 港式奶茶、大排檔奶茶、絲襪奶茶 - 香港式ミルクティー。
  - 檸檬茶 - レモンティー。半個分程度のスライスレモンがグラスに詰め込むように入っており、スプーンで潰しながら飲むのが一般的。
- 鴛鴦茶 - コーヒーとミルクティーを混ぜた飲み物。一般的にエバミルクが入っている。
- 朱古力 - ココア。
- 唂咕（荷蘭唂咕） - ココアパウダーを使用した飲料[7]。
- 可樂 - コーラ。レモン入り、ショウガ入り、ホットもある。
- 檸檬水 - レモネード。
- 利賓納（レイバンナーッ） - ライビーナ。クロスグリのドリンク。レモン入りもある。
- 阿華田（オーワーティン） - オバルチン。麦芽飲料。
- 好立克（ホーラブハッ） - ホーリック。麦芽飲料。
- 美祿 - ネスレ・ミロ。
- 牛奶 - 牛乳。
- 杏仁露（中国語版） - 杏仁風味の飲み物。アンズのさねを使い、アーモンドミルクではない。
- 西洋菜蜜（中国語版） - クレソンと蜂蜜の飲料。ホット、レモン入りもある。
- 花旗蔘蜜（中国語版） - 西洋人参と蜂蜜の飲料。
- 滾水蛋（中国語版）（グンソイターン） - 生卵を入れた熱湯。かきまぜて、砂糖か塩を加えてから飲用する。
- 冰 - かき氷。
  - 紅豆冰（中国語版） - 氷あずき飲料。
  - 菠蘿冰（中国語版） - 氷パイナップル飲料。

## 香港の有名茶餐庁

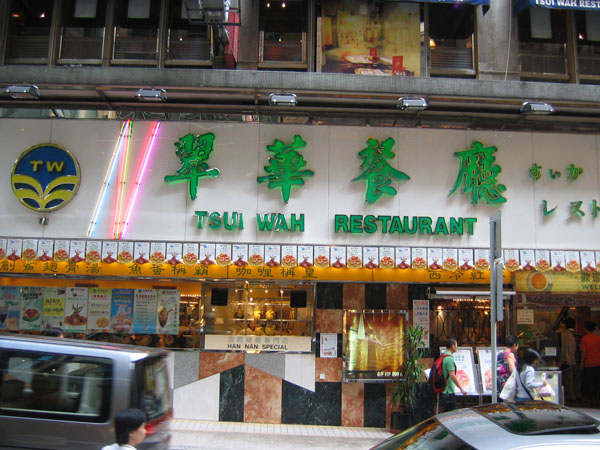
翠華餐庁の入り口

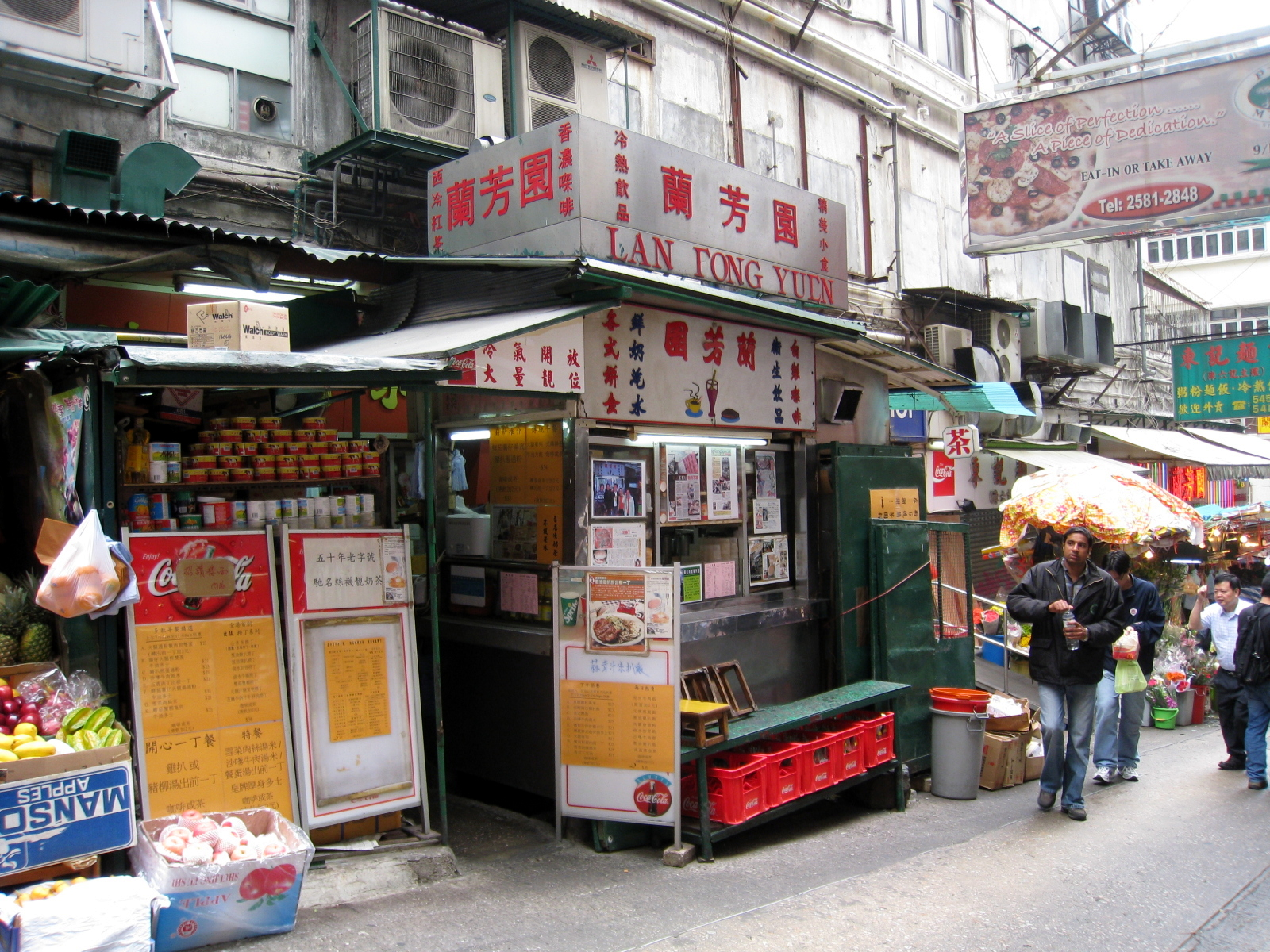
香港島の蘭芳園

- 翠華餐廳（中国語版）(Tsui Wah Restaurant) - 九龍の新蒲崗が発祥の少し高級なチェーン店。都心部に24時間営業の店を多く持ち、ヴィクトリア・ピークにも店舗があったが、閉店が相次ぎ、2023年現在で7店舗のみ営業中。
- 美都餐室（中国語版）（Mido Cafe） - 油麻地の廟街にある、1950年開業のレトロな内装の茶餐廳。
- 祥興咖啡室（中国語版） - 香港島の跑馬地奕蔭街にある戦後開業のレトロな店。芸能人の来店も多い。
- 祥勝茶餐廳 - 香港島の跑馬地成和道にある、アフタヌーンティーもできる店。
- 檀島咖啡餅店（中国語版） - 香港島の灣仔が発祥の老舗。コーヒーとパンが売りのチェーン店。
- 金鳳茶餐廳（中国語版）(Kam Fung Cafe) - 香港島の灣仔春園街にある。パイナップルパンやエッグタルトが人気。
- 蘭芳園（中国語版） - 香港島の中環結志街にある老舗。香港式ミルクティーと「豬扒包」（ポークバーガー）が人気。

## 関連商品
香港の食料品店では茶餐廳の味と銘打った紙パック入りのレモンティー、ソフトドリンク、インスタントミルクティーなどが売られている。
香港ではバターをはさんだパイナップルパンを形取ったマグネットなども売られている。
香港茶餐廳（香港カフェ）
2006年11月に童友社から発売されたミニチュア食品模型のコレクション。元々香港で売られていた物で日本では9種のセットメニューと1種の紅茶用網付きポットの全10種が中身目隠し方式で発売された。

## 脚註
1. ↑  下川 p91
2. 1 2  下川 p100
3. 1 2  下川 p95
4. 1 2  下川 p96
5. ↑  “香港茶餐廳術語 你識幾多個？（繁体字広東語）”. 香港経済日報網站. (2015年11月20日) 2016年9月13日閲覧。
6. ↑  RTHK-香港故事(第19輯)07-速食速決-2012-4-02 - YouTube（広東語）
7. ↑  “【茶記經典】懷舊飲品 荷蘭唂咕似朱古力（繁体字広東語）”. 蘋果日報. (2015年1月1日) 2017年4月7日閲覧。